# اسماعیل سعادت
اسماعیل سعادت (۵ مهر ۱۳۰۴ – ۱۲ شهریور ۱۳۹۹) نویسنده و مترجم ایرانی، عضو پیوستهٔ فرهنگستان زبان و ادب فارسی، مدیر گروه دانشنامه زبان و ادب فارسی و عضو شورای عالی ویرایش سازمان صدا و سیمای جمهوری اسلامی ایران بود.

## زندگی
اسماعیل سعادت، زبان‌شناس و مترجم آثار فلسفی، در سال ۱۳۰۴ در خوانسار زاده شد. در سال ۱۳۲۲ راهی گلپایگان و سپس عازم تهران شد.
سعادت زمانی که درسال ۱۳۲۴ از دانشسرای مقدماتی تهران فارغ‌التحصیل شد به پیشه آموزگاری در تهران پرداخت. وی در سال ۱۳۳۰ موفق به گرفتن مدرک کارشناسی در رشته زبان فرانسه و انگلیسی از دانشکده ادبیات دانشگاه تهران شد؛ و در سال ۱۳۳۱ که تحصیلات دانشگاهی را به پایان رسانید از آموزگاری به دبیری ارتقا یافت. سعادت مدرک کارشناسی ارشد زبان‌شناسی خود را در سال ۱۳۴۷ از دانشگاه تهران گرفت.
سعادت در بنگاه ترجمه و نشر کتاب هم فعالیت داشته و ویرایش کتاب‌ها را برعهده داشته‌است. او در مؤسسه فرانکلین هم فعالیت داشته‌است. به‌طور کلی اسماعیل سعادت نزدیک به هفت سال در بنگاه ترجمه و نشر کتاب کار کرد و پس از آن هم مدتی در اداره مجله راهنمای کتاب، با ایرج افشار، مدیر مجله همکاری داشت. سپس به مؤسسه انتشارات فرانکلین رفت. پس از آن نیز در مرکز تهیه مواد خواندنی برای نوسوادان به سرپرستی ایرج جهان‌شاهی مشغول به فعالیت شد و همزمان عهده‌دار سردبیری مجله پیک دانش نیز بوده‌است.
کتاب در آسمان ترجمه اسماعیل سعادت، در دوره نوزدهم انتخاب کتاب سال جمهوری اسلامی ایران از طرف وزارت فرهنگ و ارشاد اسلامی، به‌عنوان کتاب سال برگزیده شد.
سعادت، ویراستار و سردبیر مجله معارف نیز بود که از سوی مرکز نشر دانشگاهی چاپ می‌شود. وی عضو شورای عالی و ویرایش زبان فارسی صدا و سیما بوده‌است. او به عضویت پیوستهٔ فرهنگستان زبان و ادبیات فارسی در سال ۱۳۷۷ انتخاب شده و در آن میان، مدیریت دانشنامه زبان و ادبیات فارسی به او محول شد. 

## درگذشت
وی در تاریخ ۱۲ شهریور ۱۳۹۹ در تهران درگذشت.

## جوایز
- برنده جایزه بهترین ترجمه برای ترجمه کتاب «زن‍دگ‍ی م‍ی‍ک‍ل آن‍ژ» در سال ۱۳۳۴ و در همان سال مجله سخن که بنیان‌گذارش پرویز ناتل خانلری بود، جایزه ممتاز خود را به این کتاب اهدا کرد.[۵]
- دریافت نشان درجه یک دانش به‌عنوان برگزیده فرهنگستان زبان و ادب فارسی.
- برنده جایزهٔ کتاب سال جمهوری اسلامی ایران در نوزدهمین دوره کتاب سال برای ترجمه کتاب «در آسمان»[۳]

## آثار
اسماعیل سعادت علاوه بر سرپرستی دانشنامهٔ زبان و ادب فارسی، کتاب‌های زیر را بیشتر از زبان فرانسه به فارسی برگردانده است:

### تألیف
- جای پای ایام: مجموعهٔ مقالات دربارهٔ ادبیات و فلسفه (تألیف و ترجمه)، تهران: انتشارات فرهنگ جاوید، به‌زودی.

### ترجمه
- تلخکامی‌های سوفی، سوفی، کنتس دو سگور، بنگاه ترجمه و نشر کتاب، ۱۳۴۲؛ ان‍ت‍ش‍ارات ع‍ل‍م‍ی و ف‍ره‍ن‍گ‍ی‏‫‏، ۱۳۷۵.
- ایزابل، آندره ژید، سازمان کتاب‌های جیبی‏‫‏‫، ۱۳۴۳؛ ان‍ت‍ش‍ارات ع‍ل‍م‍ی و ف‍ره‍ن‍گ‍ی، ۱۳۸۲؛ تهران: فرهنگ جاوید، ۱۳۹۹.
- زن‍دگ‍ی م‍ی‍ک‍ل آن‍ژ، روم‍ن رولان، نیل‏‫، ۱۳۳۴، سازمان کتاب‌های جیبی‏‫، ۱۳۴۶؛ ن‍گ‍اه، ۱۳۶۳؛ انتشارات ع‍ل‍م‍ی و ف‍ره‍ن‍گ‍ی، ۱۳۸۵.
- کشفیات نوین در روان‌پزشکی، کلیفورد آلن، ب‍ن‍گ‍اه ت‍رج‍م‍ه و ن‍ش‍ر ک‍ت‍اب، ۱۳۴۷؛ تجدید چاپ با عنوان پ‍ی‍ش‍گ‍ام‍ان روان‍پ‍زش‍ک‍ی‌، ان‍ت‍ش‍ارات ع‍ل‍م‍ی و ف‍ره‍ن‍گ‍ی‌‬، ۱۳۶۶.
- شیر و جادوگر، سی. اس. لوئیس، انتشارات امیرکبیر، ۱۳۴۹.
- عصر بدگمانی: گف‍ت‍ارهایی درب‍اره رم‍ان‌، ناتالی ساروت، نگاه، ۱۳۶۴؛ کتاب پرواز‏‫، ۱۳۸۱؛ انتشارات فرهنگ جاوید، به‌زودی.
- م‍ی‍ک‍روب‌ها، آی‍زاک آس‍ی‍م‍وف، ف‍اطم‍ی، ۱۳۶۴.
- ان‍رژی‌، آی‍زاک آس‍ی‍م‍وف، ف‍اطم‍ی، ۱۳۶۵.
- اخلاق، جورج ادوارد مور، ان‍ت‍ش‍ارات ع‍ل‍م‍ی و ف‍ره‍ن‍گ‍ی‏‫، ۱۳۶۶.
- بخشی از سیر فلسفه در جهان اسلام (ترجمه از انگلیسی)، ماجد فخری، ۱۳۷۲.
- از وولف تا کانت، بخش اول از جلد ششم تاریخ فلسفه (ترجمه از انگلیسی)، فردریک کاپلستون، ۱۳۷۲.
- کتاب تفسیر قرآنی و زبان عرفانی، پل لویا، م‍رک‍ز ن‍ش‍ر دان‍ش‍گ‍اه‍ی، ۱۳۷۳.
- مونتنی (ترجمه از انگلیسی)، پیتر برک، طرح نو، ۱۳۷۳؛ تجدید چاپ با عنوان اندیشهٔ مونتنی، انتشارات فرهنگ جاوید، ۱۳۹۷.[۷]
- س‍رود ن‍ی‍ب‍ل‍ون‍گ‍ن‌ (افسانهٔ مشهور ژرمنی سروده شاعر اتریشی ناشناس در اوایل سده سیزدهم میلادی)، س‍روش، ۱۳۷۴.
- رس‍ال‍ه در اص‍لاح ف‍اه‍م‍ه و ب‍ه‍ت‍ری‍ن راه ب‍رای رس‍ی‍دن ب‍ه‍. ش‍ن‍اخ‍ت ح‍ق‍ی‍ق‍ی چ‍ی‍زه‍ا، اسپینوزا، م‍رک‍ز ن‍ش‍ر دان‍ش‍گ‍اه‍ی، ۱۳۷۴.
- اسپینوزا (ترجمه از انگلیسی)، راجر اسکروتن، طرح نو، ۱۳۷۶؛ تجدید چاپ با عنوان اندیشهٔ اسپینوزا، انتشارات فرهنگ جاوید، ۱۳۹۹.
- در کون و فساد، ارسطو، م‍رک‍ز ن‍ش‍ر دان‍ش‍گ‍اه‍ی‏‫، ۱۳۷۷.
- در آسمان، ارسطو، انتشارات هرمس، ۱۳۷۹.
- ژان غرغرو، ژان خنده‌رو، سوفی، کنتس دو سگور، انتشارات هرمس، ۱۳۸۱.
- مسئلهٔ اختیار در تفکّر اسلامی و پاسخ معتزله به آن، شیخ بوعمران، انتشارات هرمس، ۱۳۸۲.
- تاریخ فلسفه: س هفدهم، امیل بریه، انتشارات هرمس، ۱۳۸۵.
- آثار علوی، ارسطو، انتشارات هرمس، ‏‫‏۱۳۸۸.
- تاریخ فلسفه: قرن هجدهم، امیل بریه، انتشارات هرمس، ۱۳۹۰.
- خطابه، ارسطو، انتشارات هرمس، ۱۳۹۲.
- گفتارهایی دربارهٔ رسالت دانشمند، یوهان گوتلیب فیشته، انتشارات فرهنگ جاوید، ۱۳۹۵.[۸]
- تاریخ فلسفه: قرن نوزدهم، دورهٔ نظام‌ها (۱۸۰۰–۱۸۵۰)، امیل بریه، انتشارات هرمس، ۱۳۹۷.

### مصاحبه
- «مروارید اندیشه: مصاحبه تاریخ شفاهی با استاد اسماعیل سعادت»، مصاحبه، تدوین و تحقیق پیمانه صالحی، سازمان اسناد و کتابخانه ملی جمهوری اسلامی ایران‏‫، ۱۳۹۶.